# Omloop Het Nieuwsblad femminile 2024
L'Omloop Het Nieuwsblad femminile 2024, diciannovesima edizione della corsa e valevole come quarta prova dell'UCI Women's World Tour 2024 categoria 1.WWT, si svolse il 24 febbraio 2024 su un percorso di 127,1 km, con partenza da Gand ed arrivo a Ninove, in Belgio. La vittoria fu appannaggio dell'olandese Marianne Vos, la quale completò il percorso in 3h27'15", alla media di 36,796 km/h, precedendo la belga Lotte Kopecky e l'italiana Elisa Longo Borghini.
Delle 142 cicliste partenti, 117 portarono a termine la competizione.

## Squadre e cicliste partecipanti
| N.      | Cod. | Squadra                  |
| ------- | ---- | ------------------------ |
| 1-6     | SDW  | Team SD Worx-Protime     |
| 11-16   | AGS  | AG Insurance-Soudal Team |
| 21-26   | FED  | Fenix-Deceuninck         |
| 31-36   | CSR  | Canyon-SRAM Racing       |
| 41-46   | FST  | FDJ-Suez                 |
| 51-56   | HPH  | Human Powered Health     |
| 61-66   | LTK  | Lidl-Trek                |
| 71-76   | LAJ  | Liv AlUla Jayco          |
| 81-86   | MOV  | Movistar Team            |
| 91-96   | DFP  | DSM-Firmenich PostNL     |
| 101-106 | TVL  | Team Visma-Lease a Bike  |
| 111-116 | UAD  | UAE Team ADQ             |

| N.      | Cod. | Squadra                   |
| ------- | ---- | ------------------------- |
| 121-126 | UXM  | Uno-X Mobility            |
| 131-136 | LDL  | Lotto Dstny Ladies        |
| 141-146 | PRO  | Proximus-Cyclis           |
| 151-156 | ARK  | Arkéa-B&B Hotels Women    |
| 161-166 | BPK  | BePink-Bongioanni         |
| 171-176 | COF  | Cofidis Women Team        |
| 181-186 | EFC  | EF Education-Cannondale   |
| 191-196 | HCT  | Hess Cycling Team         |
| 201-206 | HPU  | Team Coop-Repsol          |
| 211-216 | KGE  | Team Komugi-Grand Est     |
| 221-226 | VWT  | VolkerWessels Pro Cycling |
| 231-236 | CHE  | Chevalmeire               |

## Ordine d'arrivo (Top 10)
| Pos. | Corridore            | Squadra   | Tempo    |
| ---- | -------------------- | --------- | -------- |
| 1    | Marianne Vos         | Visma     | 3h27'15" |
| 2    | Lotte Kopecky        | SD Worx   | s.t.     |
| 3    | Elisa Longo Borghini | Lidl-Trek | s.t.     |
| 4    | Shirin van Anrooij   | Lidl-Trek | s.t.     |
| 5    | Thalita de Jong      | Lotto     | a 1'08"  |
| 6    | Demi Vollering       | SD Worx   | s.t.     |
| 7    | Katarzyna Niewiadoma | Canyon    | s.t.     |
| 8    | Puck Pieterse        | Fenix     | s.t.     |
| 9    | Lorena Wiebes        | SD Worx   | a 1'53"  |
| 10   | Elisa Balsamo        | Lidl-Trek | a 2'08"  |